# Danger immédiat
Ne doit pas être confondu avec Danger grave et imminent en droit français ou Danger immédiat (film).
Danger immédiat (titre original : Clear and Present Danger) est un roman d'espionnage, doublé d'un techno-thriller, de l'écrivain américain Tom Clancy paru en 1989.  Il s'agit d'un titre de la saga Ryan qui a pour héros Jack Ryan.
Le roman est adapté au cinéma en 1994, sous le titre Danger immédiat, avec Harrison Ford dans le rôle de Jack Ryan.

## Résumé
Prisonnier de ses promesses électorales dans la lutte contre la drogue, et voyant les prochaines échéances se rapprocher, le Président américain, avec l'aide de la CIA, met au point un plan ambitieux : envoyer des commandos en Colombie et perturber la production de drogue, en interceptant les avions transporteurs. Mais les évènements deviennent vite incontrôlables : l'ambassadeur américain en Colombie ainsi que le chef du FBI sont assassinés, le Président transforme l'opération d'espionnage en opération de guérilla. Celle-ci, menée par John Clark, une légende de la CIA, a pour objectif de faire s'entretuer les barons colombiens, et ainsi de réduire le trafic de drogue.
Cependant le Cartel a à sa disposition un ancien des services secrets cubains, Félix Cortez, qui se rend compte de l'opération américaine. Jack Ryan, devenu Directeur Adjoint au Renseignement en remplacement de James Greer, mourant d'un cancer, n'est contrairement à la loi pas informé de l'opération, mais il se retrouve impliqué lorsque l'opération dérape et que, de top-secret, elle devient « grise », trop de gens étant au courant de son existence.

## Adaptation cinématographique
- 1994 : Danger immédiat, film américain réalisé par Phillip Noyce, d'après le roman éponyme, avec Harrison Ford dans le rôle de Jack Ryan